# Права ЛГБТ в Палау
Лесбиянки, геи, бисексуалы и транссексуалы (ЛГБТ) в Палау сталкиваются с юридическими проблемами, которые не испытывают остальные жители этой страны. Однополые сексуальные отношения были разрешены в Палау с 23 июля 2014 года, когда вступил в силу действующий Уголовный кодекс. Однополые браки запрещены конституцией. В Палау отсутствуют антидискриминационные законы, касающиеся сексуальной ориентации и гендерной идентичности.
В 2011 году Палау подписала «совместное заявление о прекращении актов насилия и связанных с ними нарушений прав человека на основе сексуальной ориентации и гендерной идентичности» в Организации Объединенных Наций, осуждая насилие и дискриминацию в отношении ЛГБТ-людей.

## Законность однополых сексуальных отношений
После рекомендаций других стран, представленных в Универсальном периодическом обзоре в октябре 2011 года, правительство Палау пообещало полностью исключить уголовную ответственность за гомосексуальность. В апреле 2014 года президент Томас Ременгесау подписал закон о новом Уголовном кодексе, который не содержит положений, запрещающих секс по обоюдному согласию между людьми одного пола. Уголовный кодекс вступил в силу 23 июля 2014 года.
Ранее однополые сексуальные отношения мужчин были незаконными и наказывались тюремным заключением на срок до десяти лет; однако, однополые контакты среди женщин были законны.

## Признание однополых браков
Конституция Палау говорит, что брак может быть заключен между мужчиной и женщиной. Запрет на однополые браки был добавлен в Конституции в 2008 году. Этот запрет был одним из 22 поправок, принятых во время референдума 4 ноября 2008 года.

## Условия жизни
Открытые проявления привязанности между однополыми партнерами могут вызвать осуждение.
В Палау термины «менгол отаор» (англ. «mengol a otaor») (что буквально переводится как «ношение большого коряги») и «менга туу» англ. «menga tuu» (едок бананов) относятся к гомосексуальным мужчинам. Эти термины используются как оскорбления.
Некоторые геи предпочитают эмигрировать в соседний Гуам или Соединенные Штаты из-за социального неприятия, с которым они могут столкнуться на родине.

## Сводная таблица
| Легальность однополых сексуальных отношений                                                                  | (С 2014 года)                                        |
| Равный возраст согласия                                                                                      | (С 2014 года)                                        |
| Антидискриминационные законы в сфере трудоустройства                                                         | No                                                   |
| Антидискриминационные законы в сфере предоставления товаров и услуг                                          | No                                                   |
| Антидискриминационные законы во всех других областях (включая косвенную дискриминацию, разжигание ненависти) | No                                                   |
| Однополый брак                                                                                               | (Конституционный запрет однополые браки с 2008 года) |
| Усыновление ребёнка однополыми парами                                                                        | No                                                   |
| Совместное усыновление однополыми парами                                                                     | No                                                   |
| ЛГБТ-людям разрешено открыто служить в армии                                                                 | Армия отсутствует                                    |
| Право на изменение юридического пола                                                                         | No                                                   |
| Доступ к ЭКО для лесбиянок                                                                                   | No                                                   |
| Коммерческое суррогатное материнство для гомосексуальных пар                                                 | No                                                   |
| МСМ разрешено сдавать кровь                                                                                  | No                                                   |